# Obóz pracy przymusowej w Chodzieży
Obóz pracy przymusowej w Chodzieży, AL Kolmar (niem. Arbeitslager in Kolmar-Stadverwaltung lub Judenlager Kolmar) – obóz pracy utworzony w lipcu 1941 roku w Chodzieży dla Żydów.

## Historia
Obóz administrowany był przez Wydział Budowlany Urzędu Miasta w Chodzieży. Nadzorcą obozu był volksdeutsch Singer.
Więźniami obozu byli w większości Żydzi z getta łódzkiego, przebywali w nim jednak także więźniowie z getta w Gostyninie. Więźniowie pochodzili m.in. z Polski, Austrii, Czechosłowacji, Luksemburga i Niemiec. Chorych lub wycieńczonych więźniów obozu odsyłano do getta w Łodzi, a na ich miejsce sprowadzano kolejnych. W listopadzie 1941 roku w obozie osadzonych było 125 osób. 
Więźniowie zatrudnieni byli przy pracach komunalnych. Brali udział m.in. w rozbiórce synagogi w Chodzieży oraz cmentarza żydowskiego, z gruzów i macew wybudowano następnie drogę z Chodzieży do Szamocina. Obóz zlikwidowano w sierpniu 1943 roku, a jego więźniowie wysłani zostali do obozu Auschwitz-Birkenau.